# Shei Imin
Pour les articles homonymes, voir Imin.
Shei Imin (謝 依旻) (en pinyin Xiè Yīmín), née le 16 novembre 1989 à Miaoli (Taïwan), est une joueuse de go professionnelle au Japon. En 2010, elle devient historiquement la première joueuse de go à détenir simultanément les trois principaux titres japonais féminins (Kisei, Meijin et Hon'inbō).

## Titres
| Titre            | Années              |
| ---------------- | ------------------- |
| Titres nationaux | 26                  |
| Kisei féminin    | 2010-2011 2013-2017 |
| Meijin féminin   | 2008-2016           |
| Honinbō féminin  | 2007-2012 2015      |
| Saikyo féminin   | 2006                |